# Micheasz
Micheasz (hebr. מִיכַיְהוּ — Mîkhā’iah, מִיכָה — Mîkhā) — imię męskie pochodzenia biblijnego. Imię to nosił prorok Micheasz. Po hebrajsku znaczy „któż [jest taki] jak Jahwe?!” i stanowi synonim imienia Michał. Patronem tego imienia w Kościele katolickim jest prorok Micheasz, autor biblijny, a w Cerkwi prawosławnej jest kilku świętych Micheaszów, m.in. Micheasz z Radoneża (Michej z Radoneża lub Michej Radoneżski), zm. 1385, święto 5 lub 19 maja.
Micheasz imieniny obchodzi 15 stycznia.

## W innych językach
- łac.: Michaeas, Micheas
- af. Micha
- alb. Mikea
- ang. Micah (ale też : Mikah, Michah, Michiah, Micaiah, Mikaiah, Michaiah, Mikhaiah, Myca, Mycah ...)
- bułg. Mika, Michèj
- cz. Micheáš
- duń. Mikas
- esp. Miĥa
- fin. Miika
- fr. Michée
- gr. Michaias
- hiszp. Miqueas
- isl. Míka
- katal. Miquees
- lit. Mikėjas (Mikėj)
- łot. Mihas
- niderl. Micha
- niem. Micha
- port. Miquéias
- ros. Михей
- rum. Mica
- serb. Miheja, Mika
- słowac. Micheáš
- słoweń. Miheja, Mika
- ukr. Mychej
- węg. Mikeás
- wł. Michea

## Znane osoby noszące imię Micheasz
- Micah Boyd — amerykański wioślarz, brązowy medalista w wioślarskiej ósemce podczas Letnich Igrzysk Olimpijskich w Pekinie
- Micah Kogo — kenijski lekkoatleta, długodystansowiec, brązowy medalista olimpijski 2008 z Pekinu w biegu na 10000 m
- Micah Richards — piłkarz angielski
- Miika Tenkula — fiński muzyk
- Jon Micah Sumrall — głównym wokalista i współzałożyciel grupy Kutless
- Micha Josef Berdyczewski, pseudonim Bin-Gorion, (1865-1921) — pisarz i filozof żydowski

## Postaci fikcyjne o imieniu Micheasz
- Micah Sanders — postać z serialu telewizyjnego Herosi